# Różan (gemeente)
De gemeente Różan is een stad- en landgemeente in het Poolse woiwodschap Mazovië, in powiat Makowski.
De zetel van de gemeente is in Różan.
Op 30 juni 2004 telde de gemeente 4451 inwoners.

## Oppervlakte gegevens
In 2002 bedroeg de totale oppervlakte van gemeente Różan 84,1 km², waarvan:
- agrarisch gebied: 61%
- bossen: 28%

De gemeente beslaat 7,9% van de totale oppervlakte van de powiat.

## Demografie
Stand op 30 juni 2004:
| Omschrijving                   | Totaal | Totaal | Vrouwen | Vrouwen | Mannen | Mannen |
| ------------------------------ | ------ | ------ | ------- | ------- | ------ | ------ |
| eenheid                        | aantal | %      | aantal  | %       | aantal | %      |
| inwoners                       | 4451   | 100    | 2246    | 50,5    | 2205   | 49,5   |
| bevolkingsdichtheid (inw./km²) | 52,9   | 52,9   | 26,7    | 26,7    | 26,2   | 26,2   |

In 2002 bedroeg het gemiddelde inkomen per inwoner 2724,85 zł.

## Administratieve plaatsen (sołectwo)
Chełsty, Chrzczonki, Dąbrówka, Dzbądz, Dyszobaba, Kaszewiec, Miłony, Mroczki-Rębiszewo, Paulinowo, Podborze, Prycanowo, Szygi, Załęże-Eliasze, Załęże-Gartki, Załęże-Sędzięta, Załęże Wielkie, Załuzie, Zawady-Ponikiew.

## Aangrenzende gemeenten
Czerwonka, Goworowo, Młynarze, Rzewnie